# Vega del Tuerto

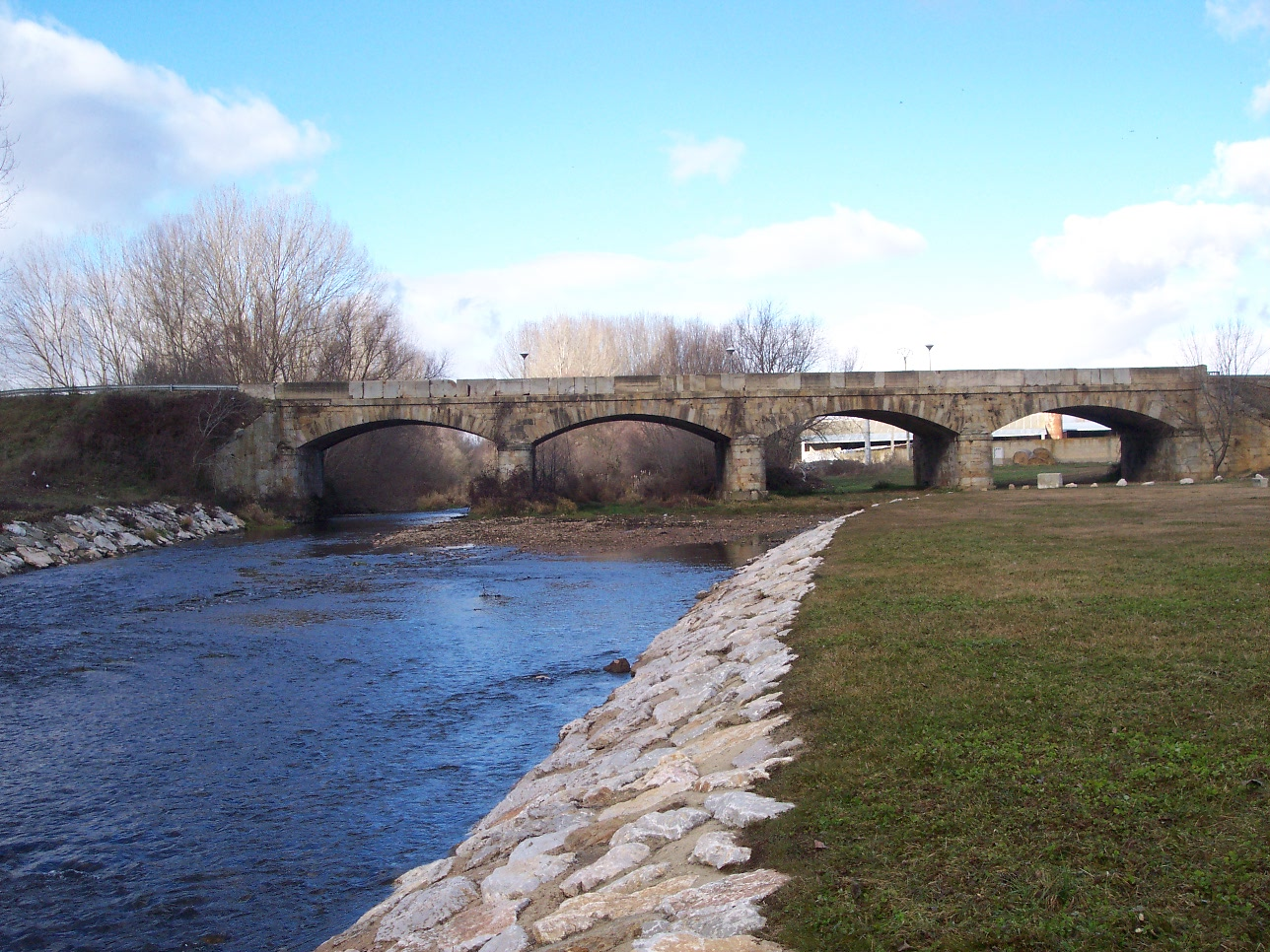
Río Tuerto a su paso por San Justo de la Vega. Tradicionalmente se ha considerado este punto como el inicio de la comarca.

La Vega del Tuerto es una comarca tradicional, geográfica y agraria de la provincia de León, España, situada en la mitad sur de la misma provincia.
La comarca se extiende a lo largo de la vega fluvial del río Tuerto, desde la localidad de San Justo de la Vega hasta las cercanías de La Bañeza, donde el río Tuerto se une con el río Duerna y desemboca en el río Órbigo.
La Vega del Tuerto tiene en torno a unos 6.000 habitantes y su centro de referencia comercial y económico se reparte entre La Bañeza, Astorga y Veguellina de Órbigo.
Muchas veces se incluye a la parte sur de esta comarca en la comarca mayor de Tierras de La Bañeza.

## Municipios
Los municipios que conforman la Vega del Tuerto son los siguientes:
- Riego de la Vega
- San Cristóbal de la Polantera
- San Justo de la Vega
- Santa María de la Isla
- Soto de la Vega
- Valderrey

Su capital económica varía según la parte del territorio. La capital de la Vega Alta del Tuerto está en Astorga, mientras que la capital de la Vega Baja del Tuerto está en La Bañeza. También Veguellina de Órbigo actúa de capital económica para los pueblos situados entre la Vega Alta y la Baja.